# Kalorimeter (Teilchenphysik)

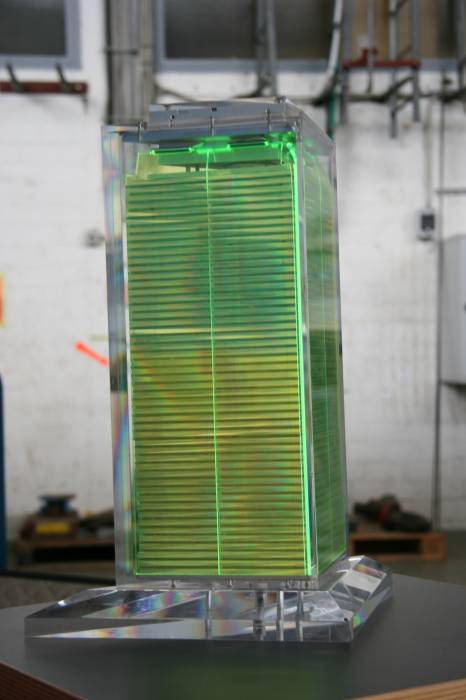
Sandwich-Kalorimeter, bestehend aus Szintillator-Platten und Absorbermaterial, ausgestellt am DESY.

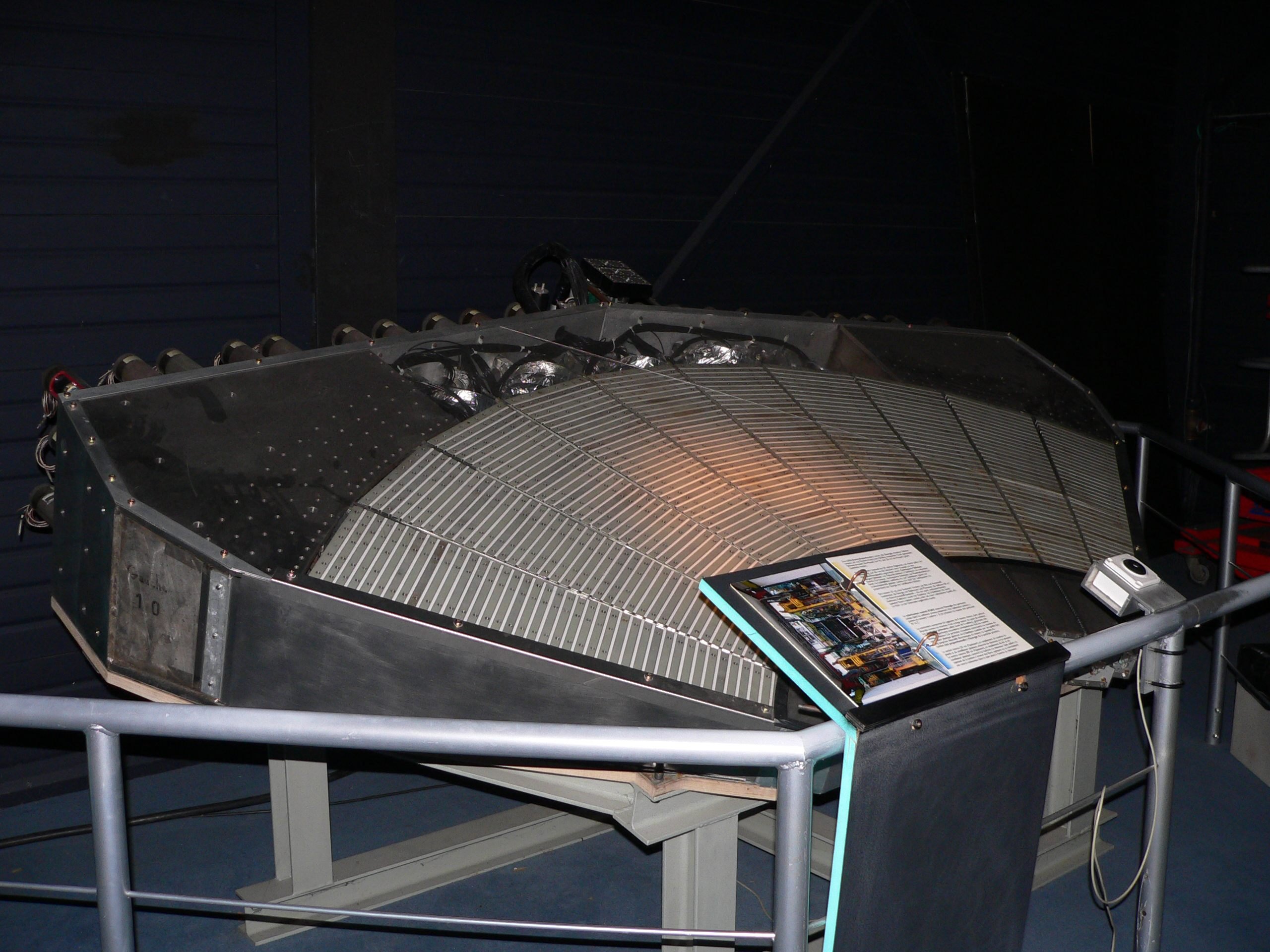
Kalorimeter des UA2-Detektors des ehemaligen Super Proton Synchrotrons, ausgestellt am CERN.

In der Teilchenphysik versteht man unter einem Kalorimeter ein Instrument zur Messung der Gesamtenergie eines einzelnen Teilchens. In teilchenphysikalischen Experimenten ist das Kalorimeter eine wesentliche Komponente des Teilchendetektors.
Im Kalorimeter werden einfallende, schnelle Teilchen vollständig gestoppt und die dabei freiwerdende Energie bestimmt. Beim Einfall hochenergetischer Teilchen in ein Kalorimeter entstehen Sekundärteilchen, die selbst solange weitere Teilchen generieren, bis die zur Verfügung stehende Energie erschöpft ist. Diese Kaskade der Sekundärteilchenerzeugung bezeichnet man als Teilchenschauer.
Häufig wird in einem Kalorimeter zusätzlich zur Energie auch eine (ungefähre) Ortsinformation ermittelt.
Traditionell werden Kalorimeter nach der Art der vorherrschenden Wechselwirkung unterschieden.

## Elektromagnetische Kalorimeter
Ein elektromagnetisches Kalorimeter dient der Energiebestimmung von Teilchen, die im Wesentlichen über die elektromagnetische Kraft wechselwirken. Dies sind Elektronen und Positronen sowie Gamma-Teilchen (hochenergetische Photonen), in geringerem Maße auch Myonen.

### Elektromagnetischer Schauer
Besonders gut lässt sich die Wirkungsweise eines sogenannten Sandwichkalorimeters erklären, in dem Schichten von Absorber und Auslesematerial abwechselnd angeordnet werden. Im Absorber entwickelt sich eine Abfolge von Bremsstrahlungs- und Paarbildungsprozessen (jeweils proportional zur Kernladungszahl Z²). Ein auf den Absorber auftreffendes Elektron strahlt ein Photon ab, das Photon bildet ein Elektron-Positron-Paar, welches wieder Photonen abstrahlt usw. Der Prozess geht in etwa so lange, bis alle Elektronen die kritische Energie Ek erreicht haben und dann im Wesentlichen durch Ionisation die Energie abgeben. Einen Teil dieser Ionisationsenergie misst man mit dem schichtförmig dazwischenliegendem Auslesematerial (Szintillator).
Sei E0 die Energie des Primärteilchens, so ergibt sich die Anzahl der Schauerteilchen also zu:
{\displaystyle N_{\mathrm {max} }={\frac {E_{0}}{E_{\mathrm {k} }}}}
Im einfachsten Modell nimmt man an, dass sich nach einer Strahlungslänge χ0 die Teilchenanzahl jeweils verdoppelt. Dann hat man am Ende des Schauers nach n Strahlungslängen {\displaystyle 2^{n}} Teilchen mit der Energie Ek. Die Anzahl n von Strahlungslängen ist also:
{\displaystyle 2^{n}={\frac {E_{0}}{E_{\mathrm {k} }}}}
{\displaystyle n={\frac {\ln \left({\frac {E_{0}}{E_{\mathrm {k} }}}\right)}{\ln(2)}}}
Die Schauertiefe wächst also nur logarithmisch mit der Primärenergie {\displaystyle E_{0}}:
{\displaystyle t_{\mathrm {max} }\propto \ln {\frac {E_{0}}{E_{\mathrm {k} }}}}
Die Längeneinheit ist dabei die Strahlungslänge χ0. Da die Anzahl der Schauerteilchen N proportional zur Energie ist, der Fehler von N aber {\displaystyle {\sqrt {N}}} ist, ergibt sich:
{\displaystyle N\propto E}
{\displaystyle \sigma _{E}\propto {\sqrt {E}}}
{\displaystyle {\frac {\sigma _{E}}{E}}\propto {\frac {1}{\sqrt {E}}}}
Der relative Fehler wird also mit steigender Energie kleiner. Bei magnetischen Messungen des Impulses steigt er dagegen mit der Energie an (weil die Krümmung immer geringer wird). Deshalb sind bei Energien oberhalb von etwa 10 bis 20 GeV auch bei geladenen Teilchen nur noch kalorimetrische Messungen möglich.

### Bauarten elektromagnetischer Kalorimeter
- Bleiglas-Kalorimeter (z. B. im CMS-Detektor am LHC am CERN).[4]
- Flüssig-Edelgas-Kalorimeter (z. B. im ATLAS-Detektor am LHC am CERN).[5]
- Halbleiter-Kalorimeter (z. B. im GERmanium Detector Array (GERDA) im Heidelberg-Moskau-Experiment im Laboratori Nazionali del Gran Sasso).[6][7]
- Sandwich-Kalorimeter, bestehend aus abwechselnden Lagen von Szintillatoren und Absorbermaterialien (z. B. im ZEUS-Kalorimeter an HERA am DESY).[8]

## Hadronische Kalorimeter
In einem hadronischen Kalorimeter lassen sich Teilchen nachweisen, die überwiegend der starken Wechselwirkung unterliegen. Da hadronische Teilchen szintillierendes Material fast ungehindert durchdringen, ist ein Aufbau wie beim elektromagnetischen Kalorimeter nicht möglich. Häufig werden daher hadronische Kalorimeter als „Sampling“-Kalorimeter in Schichten ausgeführt, wobei sich empfindliche Nachweisschichten mit unempfindlichen, nur dem Energieverlust dienenden Schichten abwechseln. In diesen Absorbern finden die Wechselwirkungsprozesse der hadronischen Teilchen statt, die dann Elektronen, Photonen, Kernfragmente und Hadronen erzeugen; diese werden wiederum in der anschließenden sensitiven Schicht durch Erzeugung von Szintillationslicht nachgewiesen.

## Forschung und Entwicklung
Mit den beständig größer werdenden Energien und Intensitäten in der Teilchenphysik steigen auch die Anforderungen an Qualität, Komplexität und Strahlenresistenz der Detektoren, deren wesentliche Komponente das Kalorimeter darstellt. Die Entwicklung und der Bau dieser speziellen Detektorkomponente sind ein eigenständiger Zweig der Wissenschaft geworden.